# Декомпрессионная таблица
Декомпрессио́нная табли́ца (обычно имеется в виду несколько таблиц) — таблица, построенная в результате экспериментов и математического моделирования и отражающая зависимость количества поглощённого инертного газа (азота и/или гелия) и режима декомпрессии от глубины, продолжительности погружения и состава дыхательной смеси.

## История
- 1880 — французский физиолог Поль Бэр (Paul Bert) формулирует причину образования пузырьков азота.
- 1908 — Джон Скотт Холдейн, английский физиолог, по заданию Британского Адмиралтейства разрабатывает первые декомпрессионные таблицы.
- 1915 — Используя методы Холдейна, ВМС США разрабатывают декомпрессионные таблицы.
- 1937 — ВМС США пересматривают декомпрессионные таблицы.
- 1957 — ВМС США пересматривают декомпрессионные таблицы.
- В конце 1960-х, в начале 70-х — доктор Меррилл Спенсер используя эффект Доплера подтверждает реальность образования пузырьков азота, что служит убедительным доказательством для уменьшения бездекомпрессионного предела (NDL) в декомпрессионных таблицах ВМС США.
- В конце 1970-х — Jeppesen пересматривает декомпрессионные таблицы ВМС США, уменьшая бездекомпрессионный предел.
- 1985 — ВМС США разрабатывают новые декомпрессионные таблицы на основе полученных статистических данных.
- В конце 80-х — Альберт Булманн разрабатывает алгоритмы и создаёт швейцарские декомпрессионные таблицы, а затем Булманн и Ханн — немецкие декомпрессионные таблицы.
- 1988 — BSAC разрабатывает собственные декомпрессионные таблицы, не основанные на алгоритмах Холдейна. PADI/DSAT разрабатывает собственные таблицы и колесо.
- 1990-е — Разработка ряда новых декомпрессионных моделей — модель DCIEM (Гражданский институт медицины Канады); модель, разработанная в Гавайском Университете группой Tiny Bubble; модель RGBM (Уменьшение Градиента Пузырьков), разработанная доктором Брюсом Винке.
- 2005—2006 — Национальная Дайв Лига (Россия) разрабатывает собственные декомпрессионные таблицы, в том числе бездекомпрессионную таблицу для нитрокса, таблицу эквивалентных воздушных глубин и таблицу кислородной экспозиции.

## Виды таблиц

### Таблицы для бездекомпрессионных погружений

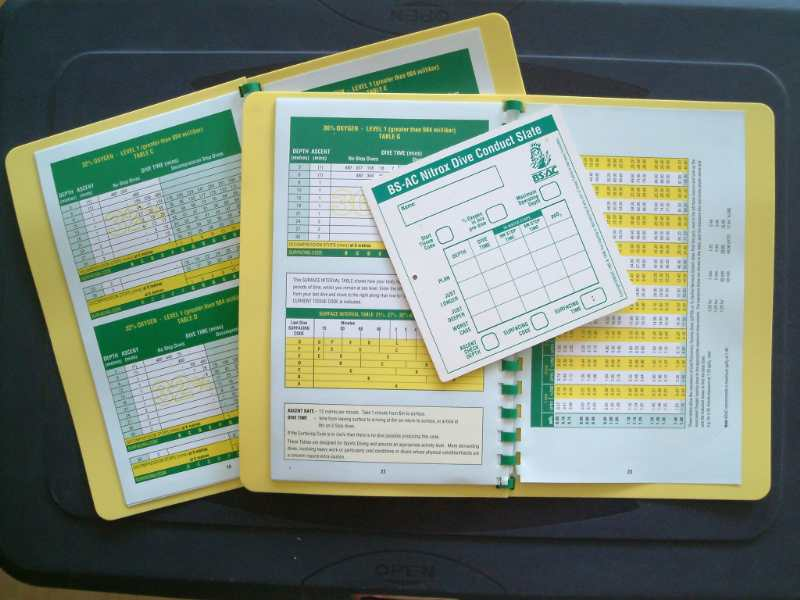
Таблица BSAC для бездекомпрессионных погружений на нитроксе

Практически каждая организация, занимающаяся обучением подводному плаванию имеет собственные таблицы  для бездекомпресионных погружений, либо базирующиеся на исследованиях военных или гражданских медиков и, впоследствии, усовершенствованные, либо скопированные без изменений. Для подводно-технических работ существуют единые водолазные правила в них есть таблицы от 12 метров и глубже .
- Таблица бездекомпрессионных погружений PADI;

### Таблицы для декомпрессионных погружений
- Таблицы Булманна;
- Таблицы NAUI;